# Serie B 1942-1943 (pallacanestro femminile)
La Serie B 1942-1943 è stata la terza edizione del secondo livello del campionato italiano di pallacanestro femminile. Si è disputata tra il 1º novembre 1942 e il 1943.

## Squadre partecipanti
Il comunicato con le partecipanti è stato diramato dopo la chiusura delle iscrizioni, il 22 ottobre 1942. Al termine dei gironi andata/ritorno, due squadre sono promosse in Serie A e disputano ugualmente due gare per stabilire la campionessa della Serie B.

### Girone A
| Squadra                      | Stagione | Città       | Palazzetto | Stagione precedente |
| ---------------------------- | -------- | ----------- | ---------- | ------------------- |
| Dop. De Langlade Capodistria | …        | Capodistria | ...        | …                   |
| Guf Gorizia                  | ...      | Gorizia     | ...        | ...                 |
| Dop. Italviscosa Milano      | ...      | Milano      | ...        | ...                 |
| Dop. Fiat Torino             | ...      | Torino      | ...        | ...                 |
| Dop. Modiano Trieste         | ...      | Trieste     | ...        | ...                 |

### Girone B
| Squadra           | Stagione | Città         | Palazzetto | Stagione precedente |
| ----------------- | -------- | ------------- | ---------- | ------------------- |
| Guf Ferrara       | …        | Ferrara       | ...        | …                   |
| Guf Firenze       | ...      | Firenze       | ...        | ...                 |
| Guf Lucca         | ...      | Lucca         | ...        | ...                 |
| Guf Reggio Emilia | ...      | Reggio Emilia | ...        | ...                 |
| Guf Trieste       | ...      | Trieste       | ...        | ...                 |

## Verdetti
- Modiano Trieste campionessa di Serie B.
Penco, Guglielmi, Tegacci, Dragar, Simich, Soldo Bianconcini, Ballaben[2].
- Guf Lucca seconda classificata.